# متحف الآثار (جامعة صنعاء)
متحف الآثار (جامعة صنعاء) هو متحف تعليمي يتبع قسم قسم الآثار والسياحة في كلية الآداب بجامعة صنعاء، تم إنشاؤه في 1983، يضم المتحف الكثير من الآثار اليمنية والنقوش المسندية والمومياوات المحنطة التي يعود عمر بعضها إلى 3200 سنة.

## تاريخ المتحف
تأسس متحف الآثار في جامعة صنعاء في 1983 على يد عالم الآثار المصري عبد الحليم نور الدين، الذي كان رئيسًا لقسم الآثار، و تعاون قسم الآثار والسياحة و رئاسة الجامعة في إنشاء المتحف، ويضم المتحف ثلاث قاعات إضافة إلى ممر جانبي، وتم إضافة قاعة جديدة في 1997 لعرض المكتشفات الجديدة، ويحتوي المتحف أكثر من 2000 قطعة أثرية موزعة بين قطع حجرية، وبرونزية، وعملات قديمة، ومخطوطات من مختلف المراحل الحضارية اليمنية، إضافة لوجود مومياوات محنطة ونادرة من الحضارات اليمنية القديمة.

## أقسام المتحف

### قاعة المومياوات
تعد أهم قاعات المتحف وتضم 10 مومياوات نادرة تعرض في صناديق زجاجية، اكتشفت المومياوات في مقابر صخرية في شبام الغراس، ومدينة ثلاء، و مديرية ملحان  يبلغ عمر المومياوات اليمنية المعروضة 3200 سنة، إضافة إلى الأثاث الجنائزي لمومياوات شبام الغراس.

### قاعة الآثار القديمة
قاعة الآثار القديمة في المتحف مخصصة لعرض الآثار من حقبة ما قبل الإسلام في اليمن مثل عصر مملكة سبأ ومملكة حمير ويعرض في القاعة مجموعة متنوعة من الآثار مثل المذابح و المباخر ونقوش المسند و الأثاث الجنائزي، وتماثيل الوعول.

### قاعة الآثار الإسلامية
قاعة الآثار الإسلامية في المتحف تختص بالحقبة الإسلامية لليمن وتعرض الآثار الإسلامية فيها مثل مخطوطات اسلامية متنوعة، وشواهد قبور من الحقبة الإسلامية في اليمن، والفخاريات، والعديد من الأسلحة والعملات القديمة المتنوعة.

### الممر الجانبي
يعرض في الممر الجانبي للمتحف مجموعة من الآثار تعود إلى عصور ماقبل التاريخ مثل تماثيل الوجوه، والفخاريات، وألاختام، والدمى الطينية. 

### قاعة مقولة - سنحان
تم إضافة القاعة في العام 1997 لعرض نماذج من الاكتشافات الأثرية التي قام بها قسم الآثار في جامعة صنعاء في منطقة مقولة في مديرية سنحان وتشمل المعروضات أواني فخارية كبيرة، و دوات حجرية، ومذابح للقرابين، وعملات قديمة.

## أنظر أيضاً
- المتحف الوطني (صنعاء)
- قائمة متاحف اليمن